# Collegio di Chingford and Woodford Green
Chingford and Woodford Green è un collegio elettorale situato nella Grande Londra, e rappresentato alla Camera dei comuni del Parlamento del Regno Unito. Elegge un membro del parlamento con il sistema first-past-the-post, ossia maggioritario a turno unico; l'attuale parlamentare è Iain Duncan Smith del Partito Conservatore, che rappresenta il collegio dal 1997.

## Estensione

Chingford and Woodford Green dal 1997 al 2024

Il collegio comprende le seguenti aree:
- 1997-2024: nel borgo londinese di Waltham Forest i ward di Chingford Green, Endlebury, Hale End and Highams Park, Hatch Lane, Larkswood e Valley, e i ward del borgo londinese di Redbridge di Church End e Monkhams.
- dal 2024: nel borgo londinese di Waltham Forest i ward di Chingford Green, Endlebury, Hatch End and Highams Park South, Hatch Lane and Highams Park North, Larswood, Valley e Upper Walthamstow, e i ward del borgo londinese di Redbridge di Bridge, Churchfields e Monkhams.[1]

Chingford and Woodford Green include pertanto una larga fetta del borgo di Waltham Forest; il collegio comprende Chingford nella parte settentrionale, dove confina con Enfield, e include anche una parte del borgo di Redbridge.

## Membri del parlamento
| Elezione | Elezione | Deputato          | Partito      |
| -------- | -------- | ----------------- | ------------ |
|          | 1997     | Iain Duncan Smith | Conservatore |

## Elezioni

### Elezioni negli anni 2020
| Partito                    | Partito                                   | Candidato                  | Risultati 4 luglio 2024 | Risultati 4 luglio 2024 |
| Partito                    | Partito                                   | Candidato                  | Voti                    | %                       |
| -------------------------- | ----------------------------------------- | -------------------------- | ----------------------- | ----------------------- |
|                            | Conservatore                              | Iain Duncan Smith          | 17 281                  | 35,62                   |
|                            | Laburista                                 | Shama Tatler               | 12 524                  | 25,82                   |
|                            | Indipendente                              | Faiza Shaheen              | 12 445                  | 25,65                   |
|                            | Reform UK                                 | Paul Luggeri               | 3 653                   | 7,53                    |
|                            | Verdi                                     | Chris Brody                | 1 334                   | 2,75                    |
|                            | Lib Dem                                   | Josh Hadley                | 1 275                   | 2,63                    |
|                            |                                           |                            |                         |                         |
| Iscritti                   | Iscritti                                  | Iscritti                   | 75 178                  | 100,00                  |
| ↳ Votanti (% su iscritti)  | ↳ Votanti (% su iscritti)                 | ↳ Votanti (% su iscritti)  | 48 512                  | 64,53                   |
| ↳ Astenuti (% su iscritti) | ↳ Astenuti (% su iscritti)                | ↳ Astenuti (% su iscritti) | 26 666                  | 35,47                   |
|                            |                                           |                            |                         |                         |
|                            | Esito: collegio confermato a Conservatore |                            |                         |                         |

### Elezioni negli anni 2010
| Partito                    | Partito                                   | Candidato                  | Risultati 12 dicembre 2019 | Risultati 12 dicembre 2019 |
| Partito                    | Partito                                   | Candidato                  | Voti                       | %                          |
| -------------------------- | ----------------------------------------- | -------------------------- | -------------------------- | -------------------------- |
|                            | Conservatore                              | Iain Duncan Smith          | 23 481                     | 48,47                      |
|                            | Laburista                                 | Faiza Shaheen              | 22 219                     | 45,87                      |
|                            | Lib Dem                                   | Geoffrey Seeff             | 2 744                      | 5,66                       |
|                            |                                           |                            |                            |                            |
| Iscritti                   | Iscritti                                  | Iscritti                   | 65 393                     | 100,00                     |
| ↳ Votanti (% su iscritti)  | ↳ Votanti (% su iscritti)                 | ↳ Votanti (% su iscritti)  | 48 444                     | 74,08                      |
| ↳ Astenuti (% su iscritti) | ↳ Astenuti (% su iscritti)                | ↳ Astenuti (% su iscritti) | 16 949                     | 25,92                      |
|                            |                                           |                            |                            |                            |
|                            | Esito: collegio confermato a Conservatore |                            |                            |                            |

| Partito                    | Partito                                   | Candidato                  | Risultati 8 giugno 2017 | Risultati 8 giugno 2017 |
| Partito                    | Partito                                   | Candidato                  | Voti                    | %                       |
| -------------------------- | ----------------------------------------- | -------------------------- | ----------------------- | ----------------------- |
|                            | Conservatore                              | Iain Duncan Smith          | 23 076                  | 49,14                   |
|                            | Laburista                                 | Bilal Mahmood              | 20 638                  | 43,95                   |
|                            | Lib Dem                                   | Deborah Unger              | 2 043                   | 4,35                    |
|                            | Verdi                                     | Sinead King                | 1 204                   | 2,56                    |
|                            |                                           |                            |                         |                         |
| Iscritti                   | Iscritti                                  | Iscritti                   | 65 968                  | 100,00                  |
| ↳ Votanti (% su iscritti)  | ↳ Votanti (% su iscritti)                 | ↳ Votanti (% su iscritti)  | 46 961                  | 71,19                   |
| ↳ Astenuti (% su iscritti) | ↳ Astenuti (% su iscritti)                | ↳ Astenuti (% su iscritti) | 19 007                  | 28,81                   |
|                            |                                           |                            |                         |                         |
|                            | Esito: collegio confermato a Conservatore |                            |                         |                         |

| Partito                    | Partito                                   | Candidato                  | Risultati 7 maggio 2015 | Risultati 7 maggio 2015 |
| Partito                    | Partito                                   | Candidato                  | Voti                    | %                       |
| -------------------------- | ----------------------------------------- | -------------------------- | ----------------------- | ----------------------- |
|                            | Conservatore                              | Iain Duncan Smith          | 20 999                  | 47,94                   |
|                            | Laburista                                 | Bilal Mahmood              | 12 613                  | 28,79                   |
|                            | UKIP                                      | Freddy Vachha              | 5 644                   | 12,88                   |
|                            | Lib Dem                                   | Anne Crook                 | 2 400                   | 5,48                    |
|                            | Verdi                                     | Rebecca Tully              | 1 854                   | 4,23                    |
|                            | TUSC                                      | Len Hockey                 | 241                     | 0,55                    |
|                            | Class War                                 | Lisa Mckenzie              | 53                      | 0,12                    |
|                            |                                           |                            |                         |                         |
| Iscritti                   | Iscritti                                  | Iscritti                   | 66 680                  | 100,00                  |
| ↳ Votanti (% su iscritti)  | ↳ Votanti (% su iscritti)                 | ↳ Votanti (% su iscritti)  | 43 804                  | 65,69                   |
| ↳ Astenuti (% su iscritti) | ↳ Astenuti (% su iscritti)                | ↳ Astenuti (% su iscritti) | 22 876                  | 34,31                   |
|                            |                                           |                            |                         |                         |
|                            | Esito: collegio confermato a Conservatore |                            |                         |                         |

| Partito                    | Partito                                   | Candidato                  | Risultati 6 maggio 2010 | Risultati 6 maggio 2010 |
| Partito                    | Partito                                   | Candidato                  | Voti                    | %                       |
| -------------------------- | ----------------------------------------- | -------------------------- | ----------------------- | ----------------------- |
|                            | Conservatore                              | Iain Duncan Smith          | 22 743                  | 52,76                   |
|                            | Laburista                                 | Cath Arakelian             | 9 780                   | 22,69                   |
|                            | Lib Dem                                   | Geoffrey Seeff             | 7 242                   | 16,80                   |
|                            | BNP                                       | Julian Leppert             | 1 288                   | 2,99                    |
|                            | UKIP                                      | Nick Jones                 | 1 133                   | 2,63                    |
|                            | Verdi                                     | Lucy Craig                 | 650                     | 1,51                    |
|                            | Indipendente                              | None Of The Above          | 202                     | 0,47                    |
|                            | Indipendente                              | Barry White                | 68                      | 0,16                    |
|                            |                                           |                            |                         |                         |
| Iscritti                   | Iscritti                                  | Iscritti                   | 64 831                  | 100,00                  |
| ↳ Votanti (% su iscritti)  | ↳ Votanti (% su iscritti)                 | ↳ Votanti (% su iscritti)  | 43 106                  | 66,49                   |
| ↳ Astenuti (% su iscritti) | ↳ Astenuti (% su iscritti)                | ↳ Astenuti (% su iscritti) | 21 725                  | 33,51                   |
|                            |                                           |                            |                         |                         |
|                            | Esito: collegio confermato a Conservatore |                            |                         |                         |

### Elezioni negli anni 2000
| Partito                    | Partito                                   | Candidato                  | Risultati 5 maggio 2005 | Risultati 5 maggio 2005 |
| Partito                    | Partito                                   | Candidato                  | Voti                    | %                       |
| -------------------------- | ----------------------------------------- | -------------------------- | ----------------------- | ----------------------- |
|                            | Conservatore                              | Iain Duncan Smith          | 20 555                  | 53,19                   |
|                            | Laburista                                 | Simon Wright               | 9 914                   | 25,65                   |
|                            | Lib Dem                                   | John Beanse                | 6 832                   | 17,68                   |
|                            | UKIP                                      | Michael McGough            | 1 078                   | 2,79                    |
|                            | Indipendente                              | Barry White                | 269                     | 0,70                    |
|                            |                                           |                            |                         |                         |
| Iscritti                   | Iscritti                                  | Iscritti                   | 61 386                  | 100,00                  |
| ↳ Votanti (% su iscritti)  | ↳ Votanti (% su iscritti)                 | ↳ Votanti (% su iscritti)  | 38 648                  | 62,96                   |
| ↳ Astenuti (% su iscritti) | ↳ Astenuti (% su iscritti)                | ↳ Astenuti (% su iscritti) | 22 738                  | 37,04                   |
|                            |                                           |                            |                         |                         |
|                            | Esito: collegio confermato a Conservatore |                            |                         |                         |

| Partito                    | Partito                                   | Candidato                  | Risultati 7 giugno 2001 | Risultati 7 giugno 2001 |
| Partito                    | Partito                                   | Candidato                  | Voti                    | %                       |
| -------------------------- | ----------------------------------------- | -------------------------- | ----------------------- | ----------------------- |
|                            | Conservatore                              | Iain Duncan Smith          | 17 834                  | 48,22                   |
|                            | Laburista                                 | Jessica Webb               | 12 347                  | 33,39                   |
|                            | Lib Dem                                   | John Beanse                | 5 739                   | 15,52                   |
|                            | BNP                                       | Jean Griffin               | 1 062                   | 2,87                    |
|                            |                                           |                            |                         |                         |
| Iscritti                   | Iscritti                                  | Iscritti                   | 63 252                  | 100,00                  |
| ↳ Votanti (% su iscritti)  | ↳ Votanti (% su iscritti)                 | ↳ Votanti (% su iscritti)  | 36 982                  | 58,47                   |
| ↳ Astenuti (% su iscritti) | ↳ Astenuti (% su iscritti)                | ↳ Astenuti (% su iscritti) | 26 270                  | 41,53                   |
|                            |                                           |                            |                         |                         |
|                            | Esito: collegio confermato a Conservatore |                            |                         |                         |

## Risultati dei referendum

### Referendum sulla permanenza del Regno Unito nell'Unione europea del 2016
|             | Collegio                     | Lasciare UE % | Rimanere in UE % |
| ----------- | ---------------------------- | ------------- | ---------------- |
|             | Chingford and Woodford Green | 49,2%         | 50,8%            |
|             | Inghilterra                  | 53,3%         | 46,7%            |
| Regno Unito | 51,9%                        | 48,1%         |                  |